# IRM (album)
IRM è il terzo album in studio dell'attrice e cantante franco-britannica Charlotte Gainsbourg, pubblicato nel 2009. 

## Tracce
1. Master's Hands – 2:49
2. IRM – 2:35
3. Le Chat du Café des Artistes – 4:03
4. In the End – 2:00
5. Heaven Can Wait – 2:41
6. Me and Jane Doe – 3:21
7. Vanities – 3:38
8. Time of the Assassins – 2:46
9. Trick Pony – 2:53
10. Greenwich Mean Time – 2:25
11. Dandelion – 3:18
12. Voyage – 4:05
13. La Collectionneuse – 5:15